# Петър Хаджибошков
Петър Хаджибошков (на македонска литературна норма: Петар Хаџи Бошков) е скулптор и художник в Република Македония.

## Биография
Роден е в Скопие на 1 юни 1928 година. Завършва скулптора в Художествената академия в Любляна в 1953 година като ученик на скулпторите Борис Калин и Зденко Калин. Връща е в Скопие и започва да твори и излага скулптури, принтове и чертежи в духа на поетичната интерпретация на Френската експресионистична скулптура на словенските си учители. До края на 1950 година твори абстрактни форми, вдъхновен от Ханс Арп и Хенри Мур. В 1959 - 1960 година е в Лондон, където специализира в Кралския колеж за изобразителни изкуства и Училището за изобразителни изкуства „Слейд“. След завръщането си в Скопие се включва в групата Мугри и под влиянието на Лин Чадуик и Кенет Армитидж започва серията Маските (1961-3), изработени от метални отпадъци. От средата на 1960-те години попада под влиянието на минимализма. В 1965 - 1966 година е гост-професор в Академията за изящни изкуства Купер в Ню Йорк. В 1972 година изработва гранитния паметник на Климент Охридски в Скопие, а в 1977 година Паметникът на падналите борци в Равне на Корошкем в Словения. В този период прави високи, минераловидни обекти от полиран метал.
В 1980 година Хаджибошков е основател и пръв декан Художествения факултет на Скопския университет, в който преподава до 1993 година.
На 27 май 2009 година е избран за почетен член на Македонската академия на науките и изкуствата.
Умира на 22 март 2015 година в Скопие, Република Македония.